# Dmitar I. Gruzijski
Dmitar I., gruz. დემეტრე I, (1093. – 1156.) iz dinastije Bagration, kralj Gruzije od 1125. do svoje smrti 1156. godine. Poznat je i kao pjesnik.
Bio je najstariji sin kralja Davida Graditelja i njegove prve žene Rusudan. Kao zapovjednik, sudjelovao je u mnogim bitkama koje je vodio njegov otac, posebice u bitci kod Didgorija (1121.) i Širvanu (1123.) Naslijedio je svog oca, po njegovoj smrti, 24. siječnja 1125. godine. Nakon što se uspeo na prijestolje, Seldžučki Turci napali su gruzijski utvrđeni grad Ani u današnjoj Armeniji. Dmitar je kompromisno predao grad u ruke seldžučkim vladarima pod uvjetima vazalstva. 1139. godine upao je u potresom pogođeni grad Gäncä u današnjem Azerbajdžanu. Uzeo je željezna vrata grada i donirao ih manastiru Gelati u Kutaisiju, u zapadnoj Gruziji. Unatoč briljantnoj pobjedi, nije uspio zadržati grad više od nekoliko godina.
1130. godine otkriva pokušaje urote plemića protiv sebe, u koju je bio uključen i njegov polubrat Vahtang. Kralj je uhitio urotnike i pogubio jednoj od vođa, Ioannea Abuletisdzea. 1154. godine, David, njegov najstariji sin, prisilio ga je abdicirati. Po abdiciranju postao je redovnik i uzeo je redovničko ime Damjan. Međutim, šest mjeseci poslije David je preminuo i kralj Dmitar se vratio na prijestolje. Dmitar je nadživio i svog sina Demnu, kojeg je aristokratska oporba smatrala za zakonitog pretedenta na prijestolje. 
Iako Dmitar nije bio uspješan poput oca Davida Graditelja, Gruzija je zadržala svoju moć, te je imala dobro organizirani vojni i politički sustav i razvijeni kulturni i gospodarski život. 
Umro je 1156. godine i sahranjen je u manastiru Gelati. 
Smatra se svetiteljem Gruzijske pravoslavne Crkve, a njegov se blagdan svetkuje 23. svibnja po pravoslavnom liturgijskom kalendaru, odnosno 5. lipnja po gregorijanskom kalendaru.